# Якобсталь, Пауль
Пауль Фердинанд Якобсталь (нем. и англ. Paul Ferdinand Jacobsthal; 23 февраля 1880, Берлин — 27 октября 1957, Оксфорд) — английский и немецкий исследователь греческой вазовой живописи и кельтского искусства. Брат немецкого математика Эрнста Эриха Якобсталя.

## Биография
Выпускник Боннского университета, написал диссертацию под руководством немецкого археолога, Георга Лешке. Известен как автор каталога греческих ваз. Профессор Марбургского университета.

## Ранняя научная деятельность
В 1920-е годы Якобсталь заинтересовался работами археолога Джона Бизли, который адаптировал историко-художественный метод Джованни Морелли под определение стиля отдельных мастерских и художников греческой вазовой живописи. В 1927 году выпустил «Ornamente griechischer Vasen» («Орнаменты на греческих вазах»; на русский язык не переведено), посвящая её Дж. Бизли. В 1930 году Якобсталь и Бизли начали работу над каталогом «Изображения греческих ваз» (Bilder griechischer Vasen; на русский язык не переведено), которую завершили в 1939 году.

## Научная деятельность в Англии
В 1935 году Якобсталь покинул нацистскую Германию. Он уехал в Англию, где при Оксфордском университете продолжил сотрудничество с Бизли. В Англии Якобсталь увлёкся кельтским искусством и начал его изучение. В 1944 году вышло его исследование, посвящённое кельтскому искусству и в частности влиянию на него греческих декоративных орнаментов. Это была одна из первых книг на английском языке, в которой использовалась разработанная Алоизом Риглем искусствоведческая терминология. В 1947—1950 годах Пауль Якобсталь читал в Оксфорде курс, посвящённый кельтской археологии.
Последняя работа Пауля Якобсталя — Greek pins and their connexions with Europe and Asia (1956; на русский язык не переведено). В ней он вернулся к проблемам каталогизации и систематизации греческого искусства.

## Известные ученики
Учениками Пауля Якобсталя были Карл Шефольд и Ханс Мёбиус, известные классические археологи.